# Hey Hey Hey
"Hey Hey Hey" là một bài hát được thu âm bởi ca sĩ người Mỹ Katy Perry từ album phòng thu thứ năm của cô, Witness (2017). Nó được gửi đến các đài phát thanh hit đương đại của Ý vào ngày 12 tháng 1 năm 2018 bởi Universal Music Group với vai trò đĩa đơn thứ năm và cuối cùng của album. Bài hát được viết bởi Perry, Sia Furler, Sarah Hudson, Max Martin và Ali Payami, được sản xuất bởi Martin và Payami. "Hey Hey Hey" là một bản nhạc rock và điện tử về nữ quyền. Các nhà phê bình suy đoán rằng bài hát này nói về các ứng cử viên bầu cử tổng thống Hoa Kỳ năm 2016 là Donald Trump và Hillary Clinton.
"Hey Hey Hey" nhận được những ý kiến trái chiều từ các nhà phê bình, một số lời khen ngợi đây là một trong những bài hát nổi bật nhất của Witness, trong khi những người khác coi đây là bài hát tầm thường và gọi đó là một cú thất bại so với sự thành công của các bản hit cũ của Perry. Nó cũng được so sánh với các tác phẩm của ca sĩ người Mỹ Britney Spears và nghệ sĩ thu âm người New Zealand Lorde. Song song với việc phát hành bài hát, một video âm nhạc đã được tải lên tài khoản YouTube chính thức của Perry vào ngày 20 tháng 12 năm 2017. Đoạn clip được quay bởi Isaac Rentz ở Beverly Hills, California và được lấy bối cảnh vào thế kỷ 18 và Ancien Régime, với trang phục của ca sĩ giống với vương hậu cuối cùng của Pháp Maria Antonia của Áo và nữ anh hùng người Pháp Jeanne d'Arc. Để quảng bá thêm, Perry đã tổ chức một số buổi biểu diễn trực tiếp "Hey Hey Hey", bao gồm cả những buổi biểu diễn trong chuyến lưu diễn diễn của cô ấy, Witness: The Tour (2017–18) và chương trình phát trực tiếp YouTube bốn ngày của cô ấy Katy Perry Live: Witness World Wide (2017). Về mặt thương mại, bài hát xuất hiện trên các bảng xếp hạng ở Cộng hòa Séc, New Zealand và Thụy Điển.

## Xếp hạng
| Bảng xếp hạng (2017–18)        | Vị trí cao nhất |
| ------------------------------ | --------------- |
| Cộng hòa Séc (Rádio Top 100)   | 53              |
| New Zealand Heatseekers (RMNZ) | 5               |
| Thụy Điển (Sverigetopplistan)  | 95              |

## Lịch sử phát hành
| Quốc gia | Ngày                     | Định dạng                    | Hãng đĩa  | Ng.   |
| -------- | ------------------------ | ---------------------------- | --------- | ----- |
| Ý        | Ngày 12 tháng 1 năm 2018 | Đài phát thanh hit đương đại | Universal | [ 4 ] |